# Nogent-sur-Seine
Nogent-sur-Seine é uma comuna francesa na região administrativa de Grande Leste, no departamento de Aube. Estende-se por uma área de 20,08 km². Em 2010 a comuna tinha 6 105 habitantes (densidade: 304 hab./km²).